# Lars Tabert
Lars Tabert (* 22. Dezember 1966 in Berlin; † 11. Juli 2023) war ein deutscher Eishockeyspieler.

## Werdegang
Der Abwehrspieler Lars Tabert begann seine Karriere beim Berliner SC Preussen. In der Saison 1986/87 absolvierte er 35 Spiele in der 2. Bundesliga Nord und erzielte dabei ein Tor. Die Preußen wurden in dieser Saison zunächst Meister der 2. Bundesliga Nord und schafften über die Relegation den Aufstieg in die Bundesliga. Tabert wechselte jedoch zunächst zum Oberligisten Herforder EG und dann im Verlauf der Saison 1987/88 zum Zweitligisten Neusser SC. 1988 wechselte Tabert zunächst zum Ligarivalen SC Solingen, der jedoch im Saisonverlauf den Spielbetrieb einstellen musste.
Daraufhin wechselte Tabert zum Oberligisten 1. EHC Hamburg, mit dem er 1989 Vizemeister der Oberliga Nord wurde, aber in der folgenden Relegation den Aufstieg in die 2. Bundesliga Nord verpasste. Im Sommer 1989 wechselte Tabert zum Oberligisten EC Kassel, mit dem er ein Jahr später in die 2. Bundesliga Nord aufstieg. 1991 ging Tabert dann zum hessischen Rivalen EC Bad Nauheim um 1992 zur Herforder EG in die Oberliga Nord zurückzukehren.
Die Herforder EG musste 1994 den Spielbetrieb insolvenzbedingt einstellen und der Verein wurde aufgelöst. Lars Tabert wechselte daraufhin zum EC Harz-Braunlage, der 1995 ebenfalls den Spielbetrieb einstellten musste und als Braunlager EHC/Harz neu gegründet wurde. Mit dem neuen Verein stieg Tabert 1996 in die 2. Liga Nord auf. Während der Saison 1997/98 wechselte er noch zum EC Devils Königsborn, ehe er am Saisonende seine Karriere beendete.
Nach seiner Zeit als Eishockey-Profi kehrte Tabert nach Kassel zurück. Er war zunächst bei der Sparkasse tätig und arbeitete seit 2007 als Yoga-Lehrer.
Lars Tabert verstarb  am 11. Juli 2023 im Alter von 56 Jahren.